# Лодзинский технический университет
Лодзинский технический университет (пол. Politechnika Łódzka) — высшее техническое учебное заведение, расположенное в городе Лодзь (Польша). За годы существования подготовило более 140 000 специалистов (без учёта магистров и аспирантов).

## История
Основан в 1945 году. Развитие Лодзинского технического университета напрямую связано с развитием самого города. Благодаря быстрому развитию текстильной индустрии во второй половине XIX века Лодзь становится вторым по величине городом в Польше. Такое положение города требовало наличия высококвалифицированных специалистов. В то время из школ выпускались только специалисты средней квалификации. Возникла необходимость создания высшего учебного заведения.
Первые декреты были подписаны после подавления январского восстания в 1863 году. Идея создания Политехнического университета принадлежала Генеральному директору госкомитета по образованию — Витте. Предполагалось, что занятия начнутся в 1865 году. В городе была выделена большая территория для будущего университета, был объявлен конкурс на проектирование зданий университета, временно были сданы в аренду классы, а также приглашены лекторы. Начался процесс оснащения университета оборудованием, машинами, книгами. Был подготовлен проект Статута университета, и 13 июля 1866 года окончательная версия этого Статута была отправлена царю. Идея образования университета последним не была поддержана.
В конце 70-х годов XIX века попытки создания политехнического университета возобновились. 31 января 1876 года Городской Совет послал письмо губернатору города Петркув с просьбой поддержать город Лодзь в создании университета. Промышленники и торговцы города Лодзь взяли кредит в банке и нашли здания для будущего университета, но и эта затея не увенчалась успехом. После провозглашения в Польше независимости, в 1921 году снова был поднят вопрос о создании университета, однако, правительство посчитало это невыгодным.
Только после окончания Второй мировой войны идея создания университета была реализована. 8 мая 1945 года профессор Варшавского университета технологий Богдан Стефановски приехал в Лодзь. На следующий день он вместе со своими коллегами начал работу по созданию вуза. Первыми зданиями университета стали здания бывшей фабрики Розенблата, расположенные вблизи центра города. 24 мая 1945 года был подписан официальный Декрет об открытии Лодзинской Политехники.
В состав университета входили факультеты технологии машиностроения (текстильное машиностроение), электротехнический и химический.
На первый курс было принято 525 военнослужащих, 458 из них продолжили обучение. В университете было 33 кафедры, работали 33 профессора, 15 старших преподавателей и 53 ассистента. Здания бывшей фабрики Розенблата были быстро модернизированы.

### Хронология создания новых факультетов университета
- 1947 год Текстильный факультет (сейчас факультет текстильной промышленности и маркетинга).
- 1950 год Факультет пищевой химии (сейчас факультет биотехнологии и пищевой химии).
- 1956 год Факультет градостроительства (сейчас факультет градостроительства, архитектуры и охраны окружающей среды).
- 1970 год Институт химической промышленности с правами факультета (сейчас факультет инженерных процессов и охраны окружающей среды).
- 1970 год Институт бумажного производства и бумагопроизводящих машин (сейчас Институт бумажного производства и печати).
- 1976 год Факультет физики и прикладной математики (сейчас факультет физики, информатики и прикладной математики).
- 1981 год Факультет организации и управления.
- 1992 год Факультет текстильной промышленности и ООС в городе Бельско-Бяла.
- 1993 год Международный инженерный факультет.
- 1994 год Центр диагностики и лазерной терапии.
- 2001 год Филиал в городе Бельско-Бяла стал самостоятельным вузом.

### В наши дни
- в состав университета входит 9 факультетов, 70 кафедр и 120 специальностей
- в 1992 году был открыт международный инженерный факультет, на котором курсы читаются на английском и французском языках
- вуз занимает лидирующую позицию среди технических вузов Польши и пятое место среди всех университетов Польши (по рейтингу издания «Перспективы» и газеты «Речь Посполита») по числу студентов, выезжающих за рубеж после окончания обучения
- университет занимает лидирующее положение по обмену студентами в рамках программы IAESTE
- активно развивается система двойных дипломов. Сегодня студенты могут получить двойной диплом, пройдя обучение в университетах таких стран, как Франция, Финляндия, Испания, Великобритания, Нидерланды, Дания
- по окончании обучения можно получить следующие научные степени: бакалавр гуманитарных наук, бакалавр наук, магистр наук и кандидат наук
- в университете обучается около 20 000 студентов
- ежегодно университет поступает более 400 иностранных студентов
- в 2002 году была открыта большая, полностью компьютеризированная библиотека[4]
- на территории университета находятся 9 общежитий, столовая, кинотеатр, студенческое радио «Жак», 2 филиала банка, бюро путешествий и другое
- университет постоянно развивается, принимает участие в Quality Assessment Projects, повышает уровень качества преподавания на иностранном языке, совершенствует систему образования.